# 알바니아의 국장

알바니아의 국장

알바니아의 국장은 1998년 7월 31일에 제정되었다. 금색 테를 두른 빨간색 방패 안에는 "스칸데르베그의 독수리"라고 부르는 두 개의 머리를 가진 검은색 독수리가 그려져 있으며 독수리 위에는 스칸데르베그의 금색 투구가 장식되어 있다.

## 역대 알바니아의 국장

알바니아 공국의 국장 (1915)
알바니아 공화국의 국장 (1925-1928)
알바니아 왕국의 국장 (1928-1939)
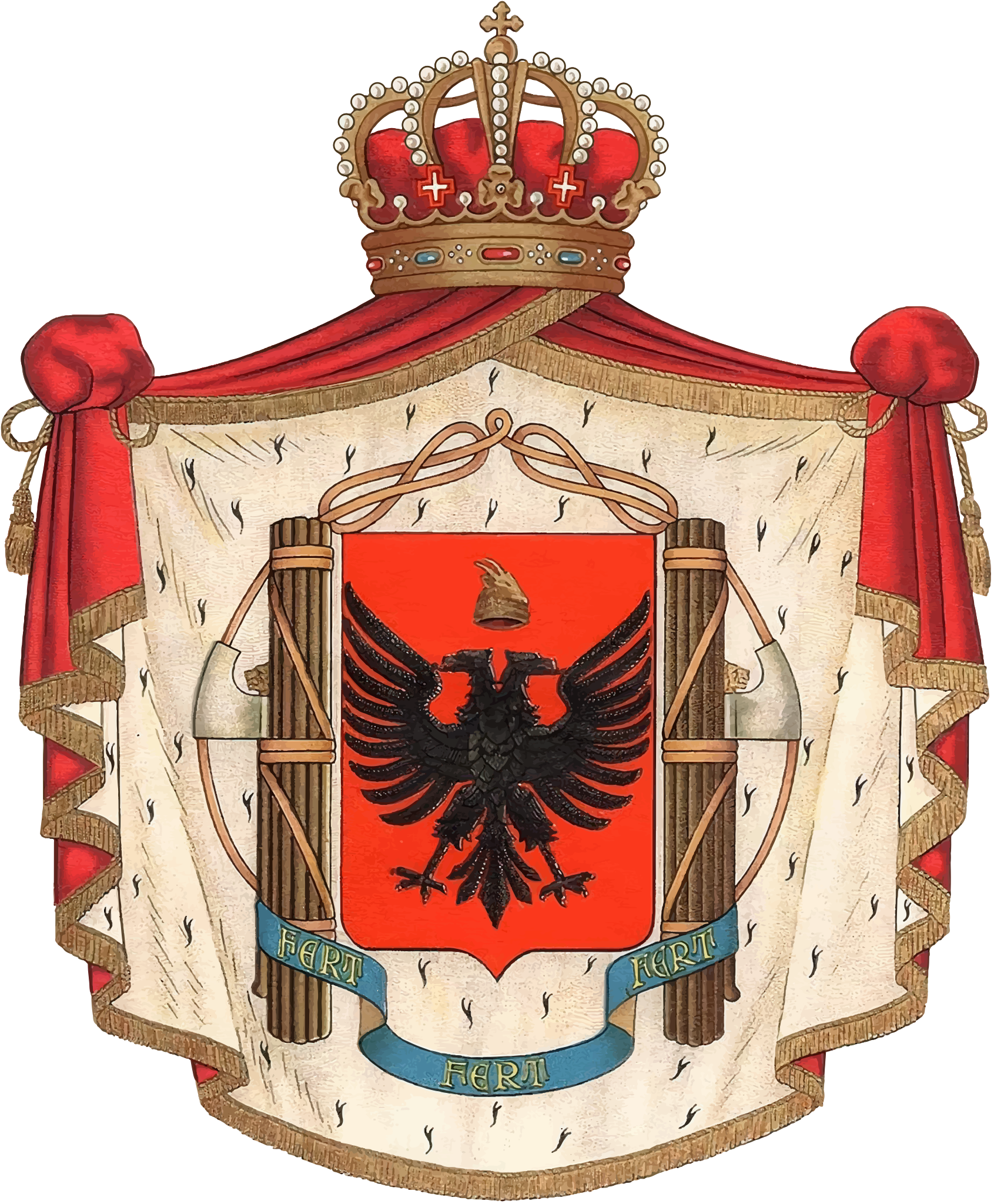
이탈리아 점령기 시대의 국장 (1939-1943)
알바니아 사회주의 인민공화국의 국장 (1946-1991)
알바니아의 국장 (1992-1998)

## 같이 보기
- 알바니아의 국기
- 코소보의 국기